# Światowy Dzień FAS
Światowy Dzień FAS (ang. World FAS Day), Dzień Świadomości FASD (ang. FASD Awareness Day) – święto obchodzone na świecie corocznie 9 września, mające na celu uświadomienie przyszłym matkom skutków picia alkoholu w czasie ciąży, jego wpływ na rozwój płodu, a w przyszłości – na możliwy, nieprawidłowy rozwój dziecka. Dzień ten ma również na celu zwrócenie uwagi społeczeństwa na występowanie problemu w skali światowej.

## Opis
FASD jest obecnie najczęstszą przyczyną upośledzenia umysłowego w zachodniej cywilizacji, której można całkowicie zapobiec. Dotyka ok. 1 na 100 osób w Ameryce Północnej.
W Polsce każdego roku w szpitalach rodzi się więcej dzieci z FAS niż z zespołem Downa.

### Historia
Z ideą ustanowienia Dnia Świadomości wystąpili rodzice, z Toronto (Kanada) i Tucson (USA), niepełnosprawnych dzieci z zespołem alkoholowym (FAS) i poalkoholowym (FASD), aby zwrócić uwagę na problem FAS na świecie. Dokumentację umieszczono w internecie, za pomocą którego wkrótce utworzono sojusze, a grupa wzrosła szybko i obejmowała 70 wolontariuszy – koordynatorów w ośmiu krajach (na północy z Alaski, Jukonu i Nunavutu, na południe w Nowej Zelandii). Odezwy nagłaśniające problem FAS wydano w wielu miastach i miasteczkach, oraz w kilku stanach USA.

### Obchody
Pierwszy Międzynarodowy Dzień FAS odbył się 9 września 1999 (09-09-1999) w Auckland w Nowej Zelandii, podczas "Minuty refleksji" (w tamtejszym kościele), o godz. 9:09 (dziewiątego dnia, dziewiątego miesiąca każdego roku, od 1999, przez 9 miesięcy ciąży bez alkoholu), kiedy zabrzmiały dzwony w Kościele Metodystów. Następnie FAS Day odbyły się kolejno w Australii, RPA, USA (m.in. Alaska, Arizona, Minnesota, Płd. Nevada), aby w końcu, przy udziale wolontariuszy z Włoch, Niemiec i Szwecji przenieść się na grunt europejski (w tym Polskę).
Obchody Światowego Dnia FAS w Polsce odbyły się w roku 2001 w Śląskim miasteczku Lędziny z inicjatywy Sowarzyszenia Zastępczego Rodzicielstwa Oddział Śląski przy wsparciu miejscowego Miejskiego Ośrodka Pomocy Społecznej. Gościem specjalnym była Toni Hager (USA) założycielka organizacji "Kidscanlearn", a także przedstawiciel Ministerstwa Pracy i Polityki Społecznej. Aktywnie w przygotowania włączyła się Państwowa Agencja Rozwiązywania Problemów Alkoholowych w Warszawie.
Senat Stanów Zjednoczonych, rezolucją z 23 czerwca 2004, ustanowił dzień 9 września Narodowym Dniem FASD (amer. National FASD Day). Również tego samego roku po raz pierwszy obchodzono ten dzień w Polsce.